# 프레타 망제
프레타 망제(Pret a Manger)는 샌드위치를 주력 상품으로 하는 영국의 패스트 푸드 체인이다. 간단히 프렛(Pret)이라고 부른다. 현재 9개 나라에 450개 이상의 점포를 운영하고 있다.